# District de Dongshan (Tainan)
Pour les articles homonymes, voir Dongshan.
Le district de Dongshan (chinois traditionnel : 東山區 ; pinyin : dōngshān qū ; anglais : Dongshan District) est un district de la municipalité spéciale de Tainan.

## Histoire
Le territoire est à l'origine une terre vierge et désolée. Après l'arrivée des troupes du général Koxinga, elles sont colonisés sous l'influence des Han. Dans le même temps, la tribu aborigène Siraya migre au fur et à mesure vers les régions montagneuses voisines.
Connu sous le nom de Dorcko à l'époque de la dynastie Qing, la localité est ensuite désignée en tant que Fanshe. Pendant la période de domination japonaise, elle est renommée village de Fanshe.
Après la Seconde Guerre mondiale, le village de Fanshe est renommé et structuré en tant que canton de Dongshan. Le développement des terres se réduit drastiquement avec la fin des hostilités.
Le 25 décembre 2010, alors que le comté de Tainan fusionne avec la ville de Tainan, le canton de Dongshan est restructuré en tant que district de Dongshan.

## Géographie
Le district couvre une superficie de 124,20 km2.
Il compte 20 905 habitants d'après le recensement de août 2018.